# أوتو روبرتو هيريرا غارسيا
أوتو روبرتو هيريرا غارسيا (بالإسبانية: Otto Roberto Herrera García)‏ هو مهرب مخدرات غواتيمالي، ولد في 14 مارس 1965 في غواتيمالا.